# Inertizzazione dei rifiuti
L’inertizzazione dei rifiuti consiste nell'inglobamento di sostanze inquinanti in una matrice inerte, tramite un processo chimico e/o fisico. L'obiettivo è diminuire il potenziale inquinante e la pericolosità dei rifiuti, rendendoli quindi idonei alle successive fasi: smaltimento in discarica per rifiuti non pericolosi, oppure recupero.
I processi di inertizzazione possono essere così suddivisi:
- Stabilizzazione o solidificazione, ottenuta con leganti idraulici a base di reagenti inorganici (es.: cemento, calce, argilla)
- Stabilizzazione o solidificazione, ottenuta con reagenti organici (es.: materie termoplastiche, composti macroincapsulanti, polimeri)
- Vetrificazione e vetroceramizzazione ("distruzione termica del rifiuto").

## Processi di stabilizzazione o solidificazione
La stabilizzazione è la fase che converte chimicamente i contaminanti nella loro forma meno solubile, meno mobile e meno tossica.
La fase di solidificazione li fissa strutturalmente in un materiale solido inerte, diminuendo la possibilità di dispersione nell'ambiente.

### Stabilizzazione o solidificazione con reagenti inorganici
I reagenti possono essere:

#### Cemento o silicati
Il processo si basa sul fenomeno di idratazione del cemento. L'inquinante è immobilizzato nella rete di gel e quindi nella matrice cementizia. I cemento/silicati possono essere a base neutra o acida, in base al pH dei rifiuti: le differenze principali riguardano i parametri di dosaggio dei reagenti e i processi chimico-fisici che si instaurano.

##### Vantaggi
- disponibilità ed economicità del cemento e di altri additivi
- tecnologia di riferimento ampiamente consolidata
- facile reperibilità delle apparecchiature necessarie
- ampia variabilità chimica dei rifiuti trattabili
- controllo delle proprietà del prodotto finale, (resistenza, permeabilità e altre proprietà fisiche) attraverso il dosaggio dei reagenti
- possibilità di recupero di alcuni materiali inertizzati.

##### Svantaggi
- se il processo non ha corretti dosaggi, il materiale inerte ottenuto può essere attaccato dagli acidi e rilasciare gli inquinanti fissati
- alcuni inquinanti influenzano la “presa” del cemento e possono richiedere pretrattamenti con cementi speciali o additivi costosi
- aumento della massa finale del rifiuto da smaltire.

#### Calce
La matrice cementizia è costituita da calce e materiali pozzolanici (naturali, come i tufi, o artificiali, ad esempio argille cotte, scorie, ceneri) che manifestano una grande affinità per lo scambio ionico.

#### Argilla
I minerali argillosi (vermiculite, bentonite) hanno spiccata attitudine allo scambio di cationi ed elevata superficie specifica, atti alla cattura e al fissaggio degli ioni inquinanti del rifiuto.
Parametri di processo di stabilizzazione/solidificazione
Per ottenere prodotti inertizzati con caratteristiche meccaniche e chimiche ottimali si agisce, sui seguenti parametri:
- Nella fase di miscelazione: concentrazione dei reagenti, consistenza dell'impasto (in particolare tramite regolazione del contenuto d'acqua), tempi di mescolamento
- Nelle fasi di reazione e maturazione: pH, tempi di presa, contenuto d'aria, temperatura e umidità

Si devono evitare in particolare, durante il processo: l’essudazione (acqua in eccesso che riaffiora in superficie), la stratificazione del rifiuto nell'impasto (per differenza di peso specifico), l’espansione e il ritiro (possono provocare fessurazione del prodotto finale).

##### Effetti degli inquinanti sul processo
Gli inquinanti possono influire negativamente nella formazione di matrice, rallentando o inibendo i normali processi di idratazione.
È necessario caratterizzare adeguatamente i rifiuti prima dell'inertizzazione, per individuare in particolare elementi e le sostanze inquinanti critici, quali ad esempio i sali di metalli pesanti, i metalli solubili a pH elevati, il mercurio e il cromo esavalente, gli inquinanti organici, alcune specie anioniche. Una volta individuati, si possono aggiungere opportuni additivi in grado di immobilizzare tali sostanze.

### Stabilizzazione o solidificazione con reagenti organici
Si utilizzano come reagenti:
- Sostanze termoplastiche (in grado cioè di rammollire o indurire al variare della temperatura): sono materiali organici polimerici in grado di fissare meccanicamente gli inquinanti, ad esempio asfalto, bitume, paraffina, polietilene, polipropilene, nylon.

Il trattamento consiste nella miscelazione a temperature superiori a 100 °C del rifiuto, precedentemente essiccato. La miscela viene poi lasciata raffreddare e solidificare.
- Polimeri organici: urea, formaldeide (è il più comune), poliestere, melammina, resine fenoliche. In presenza di un catalizzatore, il reagente polimerizza, incapsulando meccanicamente il rifiuto nella struttura polimerica; non c'è reazione chimica, ma il rifiuto resta intrappolato in una massa spugnosa.
- Composti macroincapsulanti. Le particelle inquinanti vengono prima agglomerate da resine termoindurenti (ad esempio resine polibutadieniche fuse), quindi si esegue una incapsulazione in resine termoplastiche (ad esempio polietilene ad alta densità fuso), formando una struttura finale composta, avente resine organiche di diversa natura. Il processo richiede costi elevati.

I processi a base di reagenti organici fissano i contaminanti attraverso un meccanismo fisico. Sono potenzialmente efficaci in particolare per rifiuti e terreni contaminati, ma le applicazioni in scala reale sono limitate per i costi elevati. Si tratta di processi sviluppati, in origine, per lo smaltimento in sicurezza di rifiuti a bassa radioattività.

## Processi di vetrificazione e vetroceramizzazione

### Vetrificazione
La vetrificazione trasforma il rifiuto in una massa solida vetrosa inerte di tipo amorfo. I rifiuti vengono fusi ad una temperatura superiore a 1300 °C, così da ottenere una matrice vetrosa fusa, costituita in gran parte da componenti del sistema SiO2–Al2O3–CaO e da ossidi di metalli alcalini.
I parametri di controllo del processo sono:
- Temperatura
- Composizione: in particolare, per regolare il tenore degli ossidi di silicio e alluminio, al fine di ottimizzare la fusibilità, la lavorabilità e il processo di cristallizzazione, si possono aggiungere materiali quali il rottame di vetro, la dolomite, ecc.

Gli inquinanti presenti nei rifiuti possono causare differenti effetti negativi sul processo:
- Il materiale organico può provocare la riduzione degli ossidi dei metalli pesanti, attraverso fenomeni quali evaporazione, bassa solubilità, alta densità, precipitazione.
- I solfati (poco solubili nella massa vetrosa) possono originare ossidi di zolfo nelle emissioni

### Vetroceramizzazione
La vetroceramizzazione è la cristallizzazione controllata del materiale vetrificato, al fine di conferire al prodotto finale migliori caratteristiche meccaniche, tecnologiche e di resistenza chimica.
Viene condotta attraverso un riscaldamento controllato, controllando il processo mediante azione sui seguenti parametri:
- Temperatura
- Tempi di riscaldamento
- Composizione: si possono aggiungere eventuali agenti, ad esempio nucleanti, come il TiO2

### Vantaggi
I principali vantaggi della vetrificazione si possono così riassumere:
- Distruzione delle sostanze organiche presenti (compresi diossine, furani, benzeni…) con un'efficienza elevata
- Immobilizzazione totale dei metalli pesanti e di eventuali elementi radioattivi in uno stato di elevata durabilità chimica e di non lisciviabilità rispetto alla maggior parte degli agenti chimici e biologici. I prodotti di vetrificazione e di vetroceramizzazione, sottoposti a test di lisciviazione, presentano livelli di rilascio di sostanze pericolose molto inferiori alle soglie di sicurezza fissate dalle normative vigenti.
- Stabilizzazione di quasi tutti gli elementi e dei relativi ossidi
- Flessibilità del processo che permette di trattare numerosi tipologie di rifiuti: fanghi, ceneri volanti, rifiuti solidi, spesso senza necessità di processi di trattamento preliminare grazie al fatto che non ci sono stretti limiti composizionali delle materie prime necessarie ad ottenere lo stato vetroso
- Possibilità di riutilizzo del prodotto finale (in alternativa al conferimento in discarica), ad esempio per sottofondi stradali, aggregati di drenaggio, riempitivo per costruzioni, pavimentazioni industriali, opere di contenimento, ecc.
- Costo del trattamento relativamente contenuto e talvolta meno oneroso della messa a dimora in discarica;
- Riduzione di volume del rifiuto.

## Applicazioni
Il processo di inertizzazione si applica in particolare ai rifiuti speciali contenenti inquinanti, prevalentemente inorganici.
Tali rifiuti provengono, nella maggioranza dei casi, dai seguenti settori:
- Lavorazione dei metalli. Esempi: fanghi originati da operazioni di neutralizzazione di bagni acidi, trattamento di bagni alcalini o bagni di fosfatazione, chiarificazione di acque di lavaggio, abbattimenti in cabina di verniciatura
- Trattamento superficiale dei metalli. Esempi: fanghi da trattamento di acque di lavaggio da cromatura, nichelatura, ramatura...
- Trattamenti chimici. Esempi: residui solidi da bagni di nitrurazione e cementazione
- Industrie metallurgiche. Esempi: scorie di fusione, polveri da abbattimento fumi
- Centrali termoelelettriche e impianti di termoutilizzazione rifiuti. Esempi: ceneri di combustione; scorie da trattamento fumi
- Industria ceramica. Esempi: fanghi da sedimentazione e da chiarificazione acque; polveri da abbattimento fumi
- Industrie fotografiche. Esempi: bagni di sviluppo e stampa
- Industrie tessili e tintorie. Esempi: residui da sedimentazione primaria, fanghi da impianti di depurazione
- Produzione di acetilene. Esempio: fanghi di idrossido di calce
- Industria estrattiva. Esempio: scorie e fanghi di flottazione
- Bonifica di terreni
- Dragaggio di fanghi

Esistono varie applicazioni industriali dei processi di stabilizzazione/solidificazione, spesso coperte da brevetto
Le principali applicazioni su scala industriale dei processi di vetrificazione/vetroceramizzazione sono:
- Trattamento delle scorie e delle ceneri da termoutilizzazione dei rifiuti.

La tecnologia di vetrificazione è ormai affermata e in continua crescita: le proprietà del materiale trasformato e i costi di processo sono tali da renderla competitiva ad altre metodologie di trattamento
La stabilizzazione/solidificazione è l'applicazione più diffusa su scala industriale, grazie al basso costo dei reagenti, alla semplicità della tecnologia, ai contenuti costi di investimento e alla facile realizzazione e gestione degli impianti.